# Live Session EP (iTunes Exclusive) (Scarlett Johansson)
Live Session EP (iTunes Exclusive) es un EP en vivo de la actriz y cantante Scarlett Johansson. Fue lanzado el 15 de julio del 2008 por Rhino Entertainment Company, disponible solo para iTunes Music Store.
El álbum está compuesto por 7 temas, de los cuales 5 son pertenecientes a su álbum debut Anywhere I Lay My Head, temas del cantante y compositor Tom Waits, el tema "Innocent When You Dream" también de Waits, así como el tema "Boys Don't Cry", cover de The Cure.

## Lista de canciones
| N.º | Título                        | Escritor(es)                                | Duración |  |
| 1.  | «Anywhere I Lay My Head»      | Tom Waits                                   | 3:20     |  |
| 2.  | «Innocent When You Dream»     | Tom Waits                                   | 2:55     |  |
| 3.  | «Falling Down»                | Tom Waits                                   | 4:14     |  |
| 4.  | «I Wish I Was In New Orleans» | Tom Waits                                   | 3:30     |  |
| 5.  | «Green Grass»                 | Kathleen Brennan, Tom Waits                 | 2:46     |  |
| 6.  | «Who Are You»                 | Tom Waits, Kathleen Brennan                 | 3:53     |  |
| 7.  | «Boys Don't Cry»              | Michael Dempsey, Robert Smith, Lol Tolhurst | 4:27     |  |